# Bombarral (freguesia)
A  Freguesia de Bombarral foi uma freguesia portuguesa do Município de Bombarral que tinha 18,35 km² de área e 5 664 habitantes (2011) e, por isso, uma densidade populacional de 308,7 hab/km².
Foi extinta em 2013, no âmbito de uma reforma administrativa nacional, tendo sido agregada à freguesia de Vale Covo, para formar uma nova freguesia denominada União das Freguesias de Bombarral e Vale Covo da qual é a sede.

## População
| População da freguesia de Bombarral | População da freguesia de Bombarral | População da freguesia de Bombarral | População da freguesia de Bombarral | População da freguesia de Bombarral | População da freguesia de Bombarral | População da freguesia de Bombarral | População da freguesia de Bombarral | População da freguesia de Bombarral | População da freguesia de Bombarral | População da freguesia de Bombarral | População da freguesia de Bombarral | População da freguesia de Bombarral | População da freguesia de Bombarral | População da freguesia de Bombarral |
| ----------------------------------- | ----------------------------------- | ----------------------------------- | ----------------------------------- | ----------------------------------- | ----------------------------------- | ----------------------------------- | ----------------------------------- | ----------------------------------- | ----------------------------------- | ----------------------------------- | ----------------------------------- | ----------------------------------- | ----------------------------------- | ----------------------------------- |
| 1864                                | 1878                                | 1890                                | 1900                                | 1911                                | 1920                                | 1930                                | 1940                                | 1950                                | 1960                                | 1970                                | 1981                                | 1991                                | 2001                                | 2011                                |
| 1250                                | 1514                                | 2110                                | 2649                                | 2995                                | 3620                                | 4390                                | 5544                                | 4577                                | 4662                                | 4296                                | 5033                                | 4592                                | 5514                                | 5664                                |

Pelo decreto-lei nº 37.175, de 23/11/1948, foram desanexados lugares desta freguesia para constituir a de Vale Covo 

## Património
- Capela de São Brás ou Ermida de São Brás
- Palácio Gorjão ou Palácio dos Coimbras
- Teatro Eduardo Brazão
- Mata Municipal do Bombarral